# Holobutiv, Strîi
Holobutiv (în ucraineană Голобутів) este o comună în raionul Strîi, regiunea Liov, Ucraina, formată numai din satul de reședință.

## Demografie
Componența lingvistică a comunei Holobutiv
     Ucraineană (99,79%)
     Alte limbi (0,21%)
Conform recensământului din 2001, majoritatea populației comunei Holobutiv era vorbitoare de ucraineană (99,79%), existând în minoritate și vorbitori de alte limbi.